# Байхецюань
Байхецюань (кит.: 白鶴拳) або Кулак Білого Журавля — це південний стиль китайських бойових мистецтв, заснований майстринею бойових мистецтв — Фанґ Циньян. Бій ведеться на близькій дистанції, а техніка ударів і захисту імітує пташине задирання або відбивання крилами.
Байхецюань — один з видів «Шаолінського боксу», який імітує білого журавля. Вся система цього стилю була заснована на спостереженнях за рухами журавля, його методами атаки й духу. Це є одним з шести відомих стилів «Шаолінського боксу». Решта шкіл не менш відомі: стиль Тигра, Мавпи, Леопарда, Змії та Дракона. Також вказують такі школи, як Собаки, Оленя та Ведмедя. Також є деякі стилі білого журавля, що використовують традиційну зброю, коли інакші школи відмовилися від цієї практики.

## Легенда Білого Журавля
Фенґ Циньян жила разом з її батьком в провінції Фуцзянь, де проживає велика кількість журавлів. Батько Циньян знав південні стилі Китайських бойових мистецтв і передав дочці свої знання. Одного дня, коли Циньян займалася господарською роботою, недалеко приземлився журавель. Циньян намагалася налякати птаха палкою і навичками, які вона отримала від батька, але все було марно — що би вона не робила, журавель завжди знаходив протидію. Вона намагалася вдарити його по голові, але він забрав голову з лінії атаки і заблокував палку крилами. Циньян знову намагалася вдарити журавля по крилам, але птах зробив крок вбік і відбив палицю. Дівчина попробувала вколоти птаха в живіт, але він ухилився відступивши назад й перебив палку своїм дзьобом. Через це, Фенґ почала обережно вивчати рухи журавлів журналів і комбінуючи з технікою, якою навчилася від батька, зробивши стиль, який ми знаємо як Кулак Білого Журавля.
Є багато різних версій цієї легенди. За однією з них журавель не блокував удари, але ухилявся й відбивався. Суть стилю полягає в підкресленні техніки ухилення й атаки по вразливих точках противника замість використання грубої фізичної сили. Оскільки творцем була жінка, цей стиль мав особливу популярність в тренуваннях жіночої самооборони, через те, що техніки не використовують грубу силу. Він більше імітує делікатні, хитрі рухи, з чим цей стиль і асоціюється.

## Техніка Білого Журавля
Техніка Білого Журавля заснована на блискавичних ударах по життєво важливих точках та переході на кидкову чи больову техніку. Ударна техніка сконцентрована на 3 рівнях: очі, горло, пах. Ці три точки вважаються найбільш вразливими. Атака по них може заподіяти сильний біль та надати атакуючому додатковий час для проведення інших технік. Тим не менше, хоч і велика кількість технік націлена на ці точки, більшість ударів спрямовані на щелепу, сонячне сплетіння, живіт та інші місця. Цікавий факт: вважалося, що в китайських бойових мистецтвах немає бокових ударів (хук), однак, у катах Білого Журавля вони присутні. Основою цього стилю є ката Санчін (або на кит. Самджен). В перекладі, це означає: «Три битви». Ця ката дозволяє людині завдавати сильних ударів без великого замаху. Фактично, людина в правильній позі нагадує натягнуту пружина, яка в потрібний момент готова вистрибнути і віддати всю енергію в певний напрямок. Ця ката виняткова важлива для цього стилю, фактично весь стиль на ній і заснований.
Оскільки Байхецюань був створений для самозахисту, деякі звичні для спортивних єдиноборств техніки відсутні в Білому Журавлі, такі як лоукік. Оскільки цей стиль заснований на швидких атаках по вразливих ділянках тіла, використання техніки лоукіку, що потребує фізичної сили, не вельми доречне. Проте є багато адептів Байхецюань, що безперешкодно можуть на високому рівні продемонструвати цю техніку.
В цьому стилі присутня більша свобода вибору ударної поверхні. Один й той самий удар може бути виконаний різною поверхнею: долонею, кулаком, пальцями, передпліччям. Допускається сильно вдарити навіть спиною. Але зазвичай ударну поверхню вибираються по ситуації. Зручніше ткнути в очі пальцями, ніж кулаком, але тими самими пальцями важче ефективно вдарити по підборіддю.

## Система навчання
У китайців зовсім інакша система навчання, яка відрізняється від європейської. Передусім в них зовсім інакша дисципліна. Коли приходить вчитель, то він може сісти, пити чай і нічого не робити. Але відповідно й учні не отримують знань і навичок. Перші 3 роки учня перевіряють. В цей період Сіфу (кит. Учитель) навіть не звертає оосбистої увагу на учня, його вчать старші учні. Вже після того, як учня перевірили, його починає вчити сам сіфу. Одної з особливостей китайського методу навчання є постійна спостережливість. Наприклад: сидіти на стільці треба так, щоб якщо його різко забрали, адепт міг встояти на ногах. Таких практик в ушу доволі багато, позаяк в минулі часи в будь-який момент на учнів могли напасти, і їм треба бути завжди готовими. Також одною з особливостей є те, що в традиції немає спарингів. Адже на той період поліції не було в маленьких «селах», а повсюдно знаходилися розбійники, в адептів було багато реального бойового досвіду. Тим не менш, за сучасності, коли часи вже набагато спокійніші, це традиція може погано вплинути на учня і його підготовку до реального бою.

## Вплив на інші бойові мистецтва
Стиль Білого Журявля є одним із складових стилів «П'яти Предків», які разом з деякими стилями Карате (Годзю-рю, Сито-рю і Уєчі-рю) використовують звичайну «Сан Чіан», яка добре відома, завдяки Японській вимові, як «Санчін», яка навчає правильної структури й використовувати внутрішню енергію.
Більшість бункаїв (брейкаутів) ката Білого Журавля, такі як хакутсуру, ставить наголос на удари по життєво важливих точках людини або кюшо.